# لیدیا (خواننده)
لیدیا (به انگلیسی: Lydia) (زاده ۱۵ ژانویهٔ ۱۹۸۰) خواننده اسپانیایی است.
او در مسابقه آواز یوروویژن ۱۹۹۹ نماینده اسپانیا بود.